# Schoenicola platyurus
Schoenicola platyurus е вид птица от семейство Locustellidae. Видът е световно застрашен, със статут Уязвим.

## Разпространение
Видът е разпространен в Индия.